# Рабинер, Игорь Яковлевич
И́горь Я́ковлевич Рабине́р (13 февраля 1973, Москва) — российский журналист, обозреватель газеты «Спорт-Экспресс» (1994—2012, с 2014), писатель. Член Союза журналистов России, преподаватель факультета журналистики МГУ. Руководитель и преподаватель совместного с телекомментатором Александром Шмурновым учебного центра «Спортивный журналист». Член футбольной комиссии международной ассоциации спортивной прессы (AIPS). 

## Семья
Предки Игоря Рабинера были коренными одесситами. Племянник поэта Игоря Шаферана.
- Прадед — Марк Рабинер, унтер-офицер Русской императорской армии, в первые годы существования СССР был председателем артели. После захвата Одессы был убит немцами[4]. Прабабушка Софья погибла в оккупированной Одессе вместе с двумя дочерьми, сёстрами Петра Марковича[4].
- Бабушка — Эмилия[5] (Мирель) Копелевна Шаферман (урождённая Фальбаум)[3]. Дед — Давид Исаакович Шаферман, во время Великой Отечественной войны отличился в Сталинградской битве и на Курской дуге, был ранен[5].
- Дед — Пётр Маркович Рабинер, во время Великой Отечественной войны участвовал в боях под Москвой и освобождении Прибалтики[5].
- Родители — Яков Петрович Рабинер[3] и Полина Давыдовна[3] Рабинер (урождённая Шаферман).

## Биография
С детства мечтал пойти в школу московского «Спартака», однако его отговорил отец, сказавший, что в большой футбол попадают единицы, а у Игоря есть возможность найти себя в другой ипостаси в футболе.
Поступил в школу юного спортивного журналиста при «Комсомольской правде» и журнале «Журналист», там же познакомился с будущим главным редактором газеты «Спорт-Экспресс» Владимиром Кучмием, который сыграл важнейшую роль в становлении Рабинера как журналиста.
Окончил журфак МГУ (1994). Известен как автор книг, в которых выражает собственный взгляд на процессы, происходящие в российском спорте. Работал собственным корреспондентом «Спорт-Экспресса» по США в 1996—1998 годах, после чего в 1999 году вернулся в Россию.
В качестве спецкора «Спорт-Экспресса» освещал все главные спортивные соревнования последних лет: летние Олимпийские игры 2000, 2004 и 2008 годов, зимние Олимпийские игры 1998, 2002, 2006 и 2010 годов, чемпионаты мира по футболу 1998, 2002, 2006 и 2010 годов, чемпионаты Европы по футболу 2000, 2004, 2008 и 2012 годов.
Один из авторов более чем 800-страничной энциклопедии ФК «Спартак», увидевшей свет в 2002 году. Один из авторов энциклопедии «Короли льда» об истории и героях хоккея с шайбой, вышедшей в Северной Америке на английском языке. Автор статей в канадском еженедельнике The Hockey News, английских журналах Champions и The Blizzard, а также в других изданиях США, Англии и Канады. Автор главы о ФК «Челси» и вкладе Романа Абрамовича в российский футбол в книге Александра Хинштейна «Олигархи с большой дороги».
В 2012 году дебютировал как сценарист, став вместе с Александром Львовым автором сценария к документальному фильму «Команда» о казанском «Рубине», с 15 января вышедшему в прокат в Татарстане. По словам режиссёра ленты Мурада Алиева, «Команда» стала первой полнометражной картиной, посвящённой российскому футболу.
В феврале 2012 года вокруг новой книги Рабинера «Как Россия получила чемпионат мира по футболу-2018. Спортивно-политическое расследование» разразился скандал. Как сообщил сам автор в своём блоге, книга должна была выйти 2 декабря 2011 года (в годовщину получения Россией мирового первенства) и под другим названием — «Купила ли Россия чемпионат мира по футболу-2018?», но была подвергнута цензуре.

Считаю, что грань фола я этим заголовком не перешёл, поскольку это не ответ, а вопрос. А почему бы не задаться вопросом, которым после происшедшего задалась едва ли не вся страна? За считанные дни до предполагаемого выхода книги произошла утечка, и где-то наверху было решено: любой ценой выхода книги под таким названием не допустить. В результате первый тираж, уже отпечатанный, по чьему-то верховному решению был пущен «под нож». Книга смогла выйти в свет только в феврале и под другим, более нейтральным названием. Текст был также подвергнут цензуре, но, надо признать, мягкой. «Ушло», думаю, процентов пять изначального текста. Всё это заставляет меня сделать вывод, что какие-то начальники (и, весьма вероятно, в преддверии выборов — сначала парламентских, потом президентских) просто сильно испугались старого названия — и того, что ещё более высокие начальники в ненужный момент их за это по головке не погладят.— Игорь Рабинер
Рабинер был уволен из газеты «Спорт-Экспресс» 10 июля 2012 года. С 24 августа стал обозревателем интернет-портала «Чемпионат.com». Также с середины августа является ведущим программы «Открытый футбол» на «Радио Спорт», а с сентября — преподавателем факультета журналистики МГУ. 28 ноября 2012 года выиграл судебный процесс у «Спорт-Экспресса», добившись признания своего увольнения незаконным и восстановления в прежней должности. Впрочем, на следующий день подал заявление об уходе по собственному желанию и продолжил работу на «Чемпионат.com».

По итогам своей 18-летней работы в «Спорт-Экспрессе» написал совместно с другим бывшим журналистом этого издания, Сергеем Микуликом, книгу «„СЭкс“ в большом спорте» — «трагикомический рассказ о том, как за 20 лет можно пройти путь от романтики до цинизма, как вывести на пик популярности, а потом практически похоронить великое дело». Поэт Александр Шаганов высказался о ней так: 
«После Сергея Довлатова это, пожалуй, самое интересное описание жизни газеты»
, а режиссёр Тигран Кеосаян сказал: 
«Рекомендую прочитать всем, кто небезразличен к спорту, истории новой России и в принципе знаком с русским алфавитом».
1 сентября 2014 года уволился из «Чемпионата» и вернулся в «Спорт-Экспресс».
C 2013 года — руководитель и преподаватель частной школы спортивной журналистики Александра Шмурнова и Игоря Рабинера.
С осени 2016 года — колумнист русскоязычной версии официального сайта НХЛ.
С июня 2020 года — автор и ведущий футбольной онлайн-программы «На троих с Рабинером». С июня 2020 по апрель 2022 года вышло 30 выпусков программы. В сентябре 2020 года открыл канал на Youtube «РабиНерв».
В разное время был членом жюри и лауреатом популярной среди спортивных журналистов  премии «Энергия побед».
В апреле 2022 года, в год столетия московского «Спартака», включён в «ТОП-50 важнейших людей в истории „Спартака“».
Болельщик клубов «Спартак» (Москва) и «Черноморец» (Одесса).

## Награды
- Приз имени Николая Озерова лучшему журналисту России, пишущему о футболе, за 2003 год (от Российского футбольного союза)
- Приз лучшему спортивному журналисту страны (от Федерации спортивных журналистов России)
- Премия «Премьер» лучшему футбольному журналисту России за 2004 год (от Российской футбольной премьер-лиги)
- Приз Федерации спортивной борьбы России за лучший репортаж 2004 года о дзюдо
- Премия Льва Филатова лучшему футбольному обозревателю за 2006 год (от газеты «Комсомольская правда»)
- Диплом I степени лучшему футбольному обозревателю 2006 года (от Федерации спортивных журналистов России и фонда «Национальная академия футбола»)
- Приз регионального благотворительного общественного движения «Золотой Пеликан Северо-Запад» «За милосердие и душевную щедрость» в номинации «Журналист» (за публикацию, посвящённую незрячим болельщикам футбольного клуба «Зенит» Санкт-Петербург[17])
- Серебряный призёр второго всероссийского фестиваля-конкурса спортивной журналистики «Энергия побед» за 2012 год в номинации «Лучшая публикация среди федеральных СМИ» за материал «Наша чёрная суббота» («Спорт-Экспресс», июнь 2012 года)
- Победитель конкурса-фестиваля спортивной журналистики «Энергия побед» за 2013 год в разделе «Лучшая публикация среди федеральных СМИ» за беседу со сценаристом фильма «Легенда № 17» Михаилом Местецким (портал «Чемпионат.com»[18])
- Пресс-комиссия Олимпийского комитета России признала Рабинера одним из лучших журналистов, освещавших зимнюю Олимпиаду 2014 года в Сочи[19])
- Победитель конкурса Международной ассоциации спортивной прессы AIPS Sports Media Awards в категории «Пишущая журналистика», номинация «Лучшая колонка» за материал «Спортсмены или рабы?» (2019)[20].
- Второе место на конкурсе-фестивале спортивной журналистики «Энергия побед» за 2020 год за реконструкцию истории «Асмарала».

В 2007 году Рабинер был объявлен победителем премии «Абзац» в номинации «Худшая редактура» за книгу «Как убивали „Спартак“». Организаторы прокомментировали награду так: «Мы не критикуем Рабинера как болельщики, но нам очень обидно, что такое интересное издание появилось в печати вообще лишённое редактуры, изобилующее повторами, мусоливанием одних и тех же фактов. Нельзя просто взять статьи и поместить их в книжку».

## Книги
- Футбол. Прощание с веком. — М.: Терра-спорт, 2001. — 256 с. — ISBN 5-93127-115-5.
- Как убивали «Спартак». — М.: Издательский дом Коммерсантъ, 2006. — 464 с. — ISBN 978-5-388-00607-3.
- Как убивали «Спартак» 2. — М.: ОЛМА Медиа Групп, 2008. — 352 с. — ISBN 978-5-373-01885-2.
- «Локомотив», который мы потеряли. — М.: ОЛМА Медиа Групп, 2008. — 352 с. — ISBN 978-5-373-02177-7.
- Наша футбольная Russia. — М.: ОЛМА Медиа Групп, 2008. — 480 с. — ISBN 978-5-373-02216-3.
- Тайны олимпийского золота. Исинбаева, Дементьева и другие. — М.: ОЛМА Медиа Групп, 2008. — 416 с. — ISBN 978-5-373-02286-6.
- EURO-2008. Бронзовая сказка России. — М.: ОЛМА Медиа Групп, 2008. — 448 с. — ISBN 978-5-373-02246-0.
- Правда о «Зените». — М.: ОЛМА Медиа Групп, 2009. — 552 с. — ISBN 978-5-373-02649-9.
- Хоккейное безумие: от Нагано до Ванкувера. — М.: ОЛМА Медиа Групп, 2009. — 544 с. — ISBN 978-5-373-03339-8.
- Скандальное эхо Марибора. — М.: ОЛМА Медиа Групп, 2010. — 560 с. — ISBN 978-5-373-03354-1.
- Жизнь замечательных тренеров. — М.: ОЛМА Медиа Групп, 2010. — 576 с. — ISBN 978-5-373-03703-7.
- Спартаковские исповеди. — М.: ОЛМА Медиа Групп, 2011. — 576 с. — ISBN 978-5-373-04047-1.
- Как Россия получила чемпионат мира по футболу — 2018. Спортивно-политическое расследование. — М.: Астрель, 2012. — 480 с. — ISBN 978-5-271-38553-7.
- Дик Адвокат и Гус Хиддинк: невероятные приключения голландцев в России. — М.: АСТ, 2012. — с. 512. — ISBN 978-5-271-42533-2, ISBN 978-5-4215-3558-4.
- Украинский футбол: легенды, герои, скандалы в спорах «хохла» и «москаля». — М.: Астрель, 2012. — 510, [1] с., [8] л. ил. — ISBN 978-5-271-44267-4. — В соавторстве с Артёмом Франковым.
- «СЭкс» в большом спорте. — М.: АСТ, 2013. — 446, [2] c. — ISBN 978-5-271-45998-6. — В соавторстве с Сергеем Микуликом.
- Вадим Евсеев. Футбол без цензуры. Автобиография в записи Игоря Рабинера. — М.: АСТ, 2016. — 464 с. — ISBN 978-5-17-090236-1.
- Леонид Слуцкий. Тренер из соседнего двора. — М.: Эксмо, 2016. — 608 с. — ISBN 978-5-699-89128-3.
- Как возрождали Спартак: откровения Массимо Карреры и игроков. Хроника золотого сезона. — М.: Эксмо, 2017. — 544 с. — ISBN 978-5-699-98853-2.
- Сборная-2018: чемпионы наших сердец. — М.: Эксмо, 2018. — 608 с. — ISBN 978-5-04-097793-2.
- Федор Черенков. Жизнь замечательных людей. — М.: Молодая гвардия, 2019. — 468 с. — ISBN 978-5-235-04303-9. — В соавторстве с Владимиром Галединым.
- Герои не нашего времени. Харламов, Тарасов, Яшин, Бесков в рассказах родных, друзей и учеников. — М.: Эксмо, 2020. — 320 с. — ISBN 978-5-04-114080-9.
- Овечкин, Малкин, Кучеров. Русские дороги к хоккейной мечте. — М: Бомбора, 2022—420 с. — ISBN 978-5-04-163837-5.
- Панарин, Василевский, Тарасенко, Бобровский. Русские дороги к хоккейной мечте. — M.: Бомбора, 2022—384 с. — ISBN 978-5-04-111115-1.

Автор обзора в 2003 году «Русский бунт» о «Письме 14» (1993 год).
Автор послесловия «Чёрная икра для сэра Алекса» к русскоязычному переводу книги Алекса Фергюсона «My Autobiography» («Автобиография». — М.: АСТ, 2014).